# 漁翁島燈塔

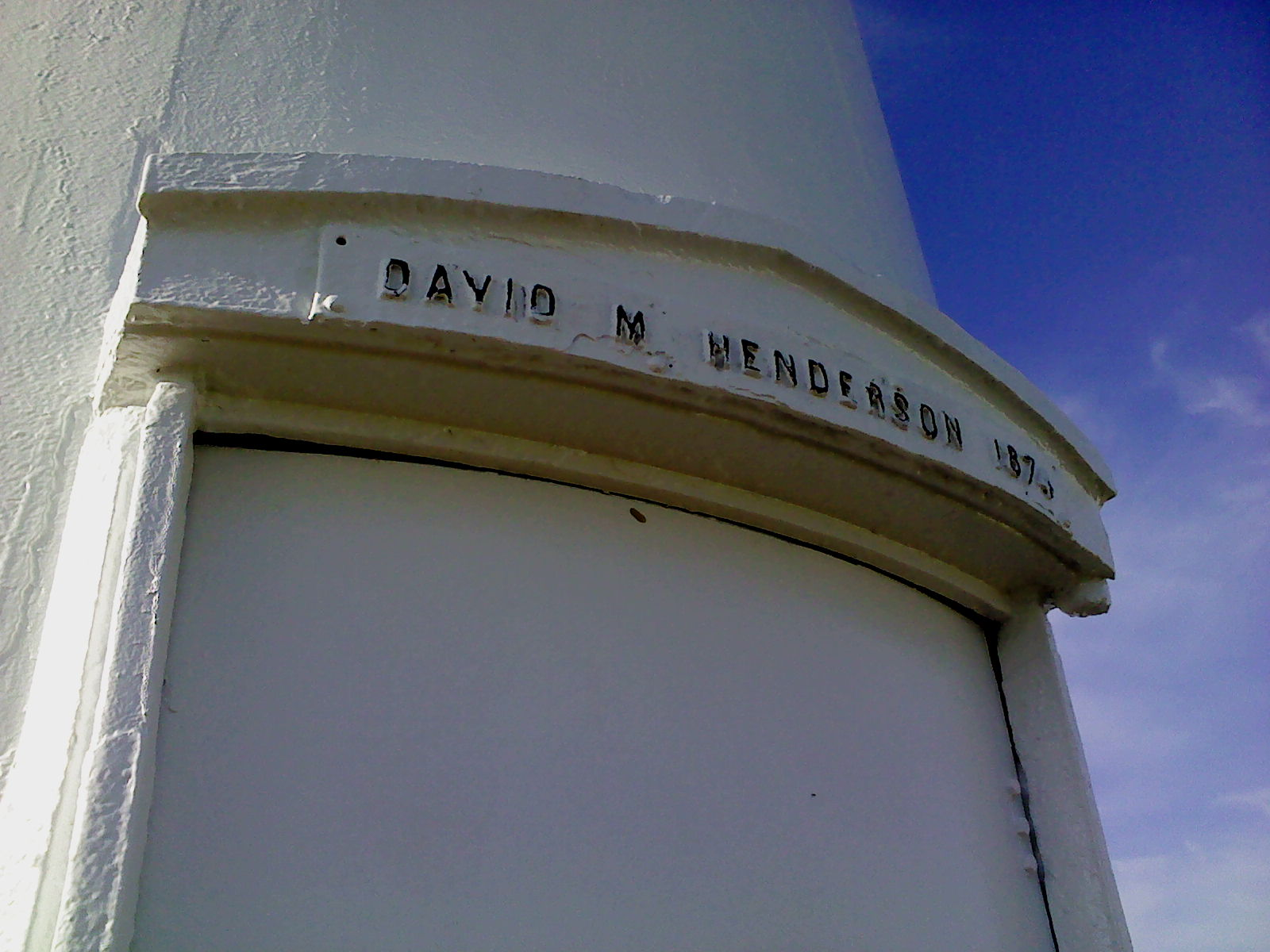
總工程師韓得善銘記

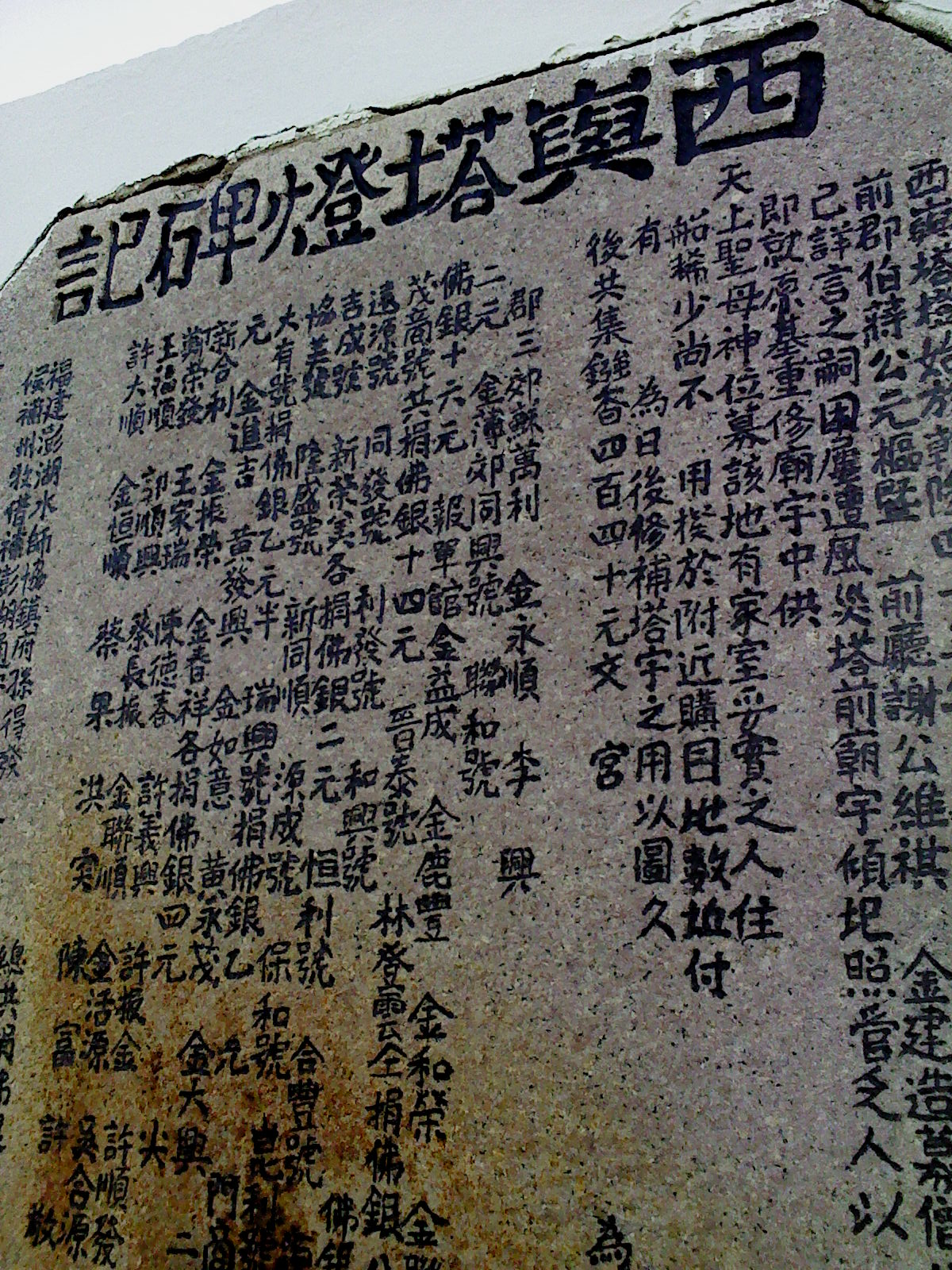
西嶼塔燈碑記

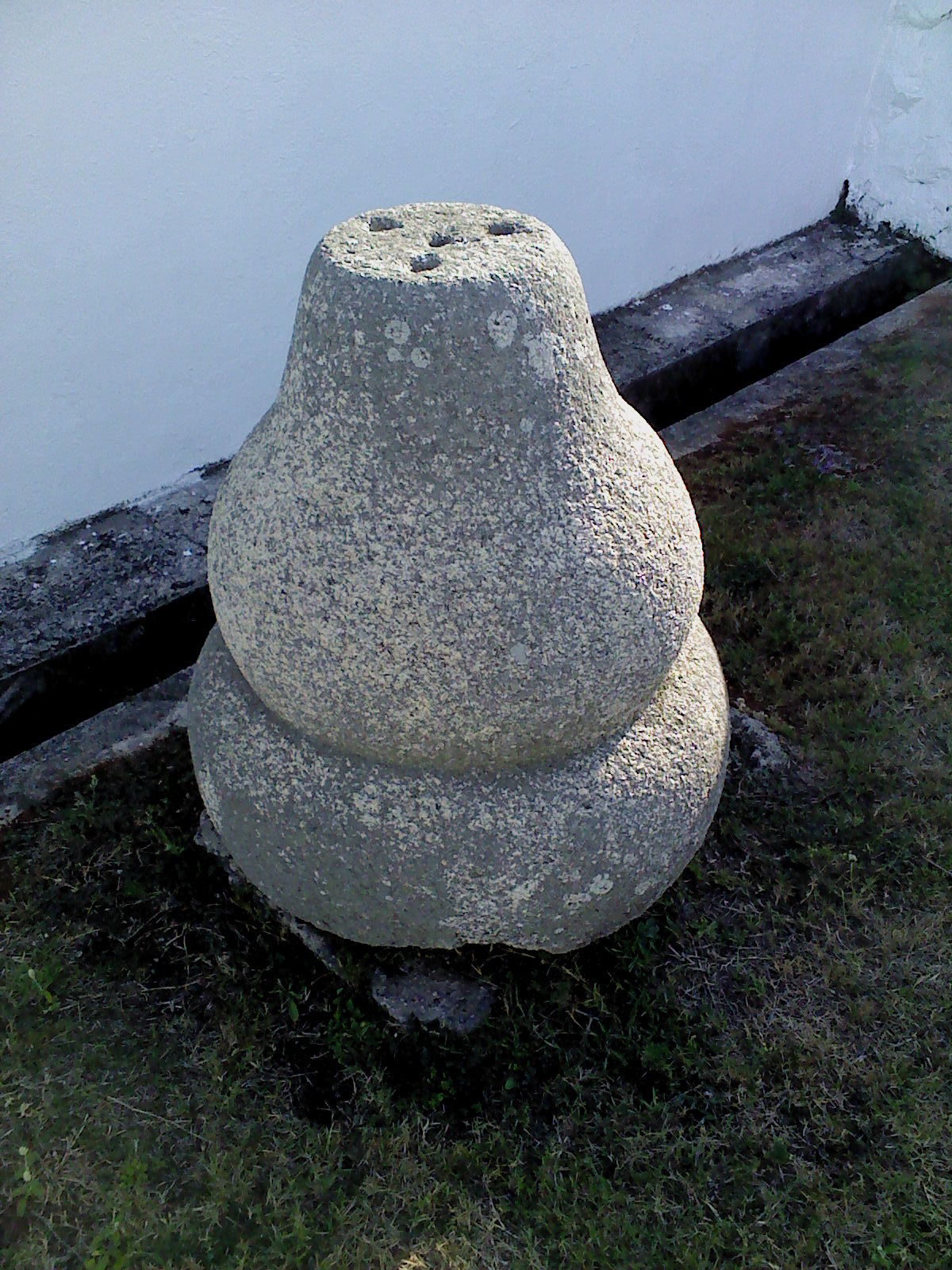
葫蘆石座，最初用來放置燃火油鍋

漁翁島燈塔，古稱西嶼塔燈，是一座位於臺灣澎湖縣西嶼鄉外垵村西南端吃仔尾的燈塔，為臺灣最古老燈塔之一，隸屬中華民國交通部航港局管轄。該燈塔下轄3座燈塔及燈杆，為查母嶼燈塔、浮塭燈杆以及海墘岩燈杆。

## 歷史沿革

### 清乾隆時期
- 該塔位置原為西嶼古塔之舊址，依「西嶼塔燈碑記」所載西嶼塔燈始於清乾隆43年（1778年）由台灣知府蔣元樞與澎湖通判謝維祺捐資，與船戶及廈門郊行共同捐募，就於西嶼外垵高地杙仔尾小廟原塔址重建浮屠形制七級八角石塔「西嶼浮圖塔燈」；每夜燃燈，光照海上，是為燈塔之始。[1][2]

### 清道光時期
- 清道光3年〈1823年〉燈塔再經澎湖通判蔣鏞與水師提督陳化成發起籌款重修。
- 道光8年〈1828年〉重修廟宇，並在該七層八角形花崗石塔內裝置樓梯，上裝3尺高之三段玻璃製燈籠，遮蔽東北面，燈籠頂架於樑上，樑下吊一根1尺8寸之8號鉛絲，下端裝設直徑大約1尺之金屬鐵環，紮置鐵鍋一只，內部再盛花生油，以5分粗1尺長棉紗芯點火，利用聚光透射原理強化光線射程。並派人看守，所需維持經費由進入馬公港之船舶多加徵收50文至100文規費以為支應[1]。

### 清同治時期
- 清同治13-14年〈1873年-1874年〉英國人韓得善（David M. Handerson）與福州關税務司重新勘查基址，之後將舊塔廟拆除重建洋樓。另在舊址左側方重建鐵板式新塔，界址前後長200呎，寬154呎[1]。

### 清光緒時期
- 清光緒元年〈1875年〉由海關哈爾定總工程師另建新式燈塔，塔身為圓形鐵造，底部直徑2.5公尺，塔頂塔身高度比為1比2。燈塔自臺座至頂為38尺（11.52公尺），自海平面起高15丈8尺（47.88公尺）。裝4等旋轉透鏡燈，點二芯煤油燈，亮度500燭光，每30秒連閃白光2次，光達15海浬（27.76公里）。另配備3座鑄鐵霧炮（大中兩座為英國制前膛砲，小座為德國制後膛山砲）。並建有宿舍，派人駐守。[3]
- 清光緒5年〈1879年〉建氣象觀測所，所收資料按月匯送上海徐家匯氣象台[1]。

### 台灣日治時期
- 明治28年〈1895年〉依慣例將氣象資料送呈香港天文台。
- 明治29年〈1896年〉始將氣象資料改送台北台灣總督府台北測候所。
- 大正4年〈1915年〉塔身漆白色用電石閃光燈，每5秒閃白光1次（燈光白色明3秒、暗2秒），光力約1,700支燭光。
- 昭和13年〈1938年〉年改用煤油白熱燈，光力52,000支燭光。
- 昭和19年〈1944年〉二戰期間受到盟軍飛機轟炸，不過損失輕微[1]。

### 中華民國時期
- 民國55年〈1966年〉年改裝4等旋轉透鏡電燈，光力增強至800,000支燭光，光程距離為25.1浬。
- 民國70年〈1981年〉增設電霧號霧笛2座。連絡置有無線電對講機[1]。

## 燈塔結構與行政諸元

### 燈塔結構諸元
- 塔高：11公尺。
- 塔身塗色・構造：圓形鐵塔、外觀漆白，頂層外有環繞陽台。
- 燈高：60.7公尺〈以高潮面至燈火中心計〉。
- 燈器：4等旋轉透鏡電燈。
- 燈質（頻率）：每30秒白聯閃光2〈電石閃光燈〉。
  - 明1.0秒，暗7.0秒。
  - 明1.0秒，暗21.0秒。
- 光力：800,000支燭光。
- 公稱光程：25.1浬。
- 霧笛：電霧號1組座。霧天或能見度不良時使用。
  - 頻率：300赫
  - 音符：每30秒發放一次（鳴3秒鐘，靜27秒）
  - 音達距離：約3浬
- 連絡配備：無線電對講機配置。
- 燈塔座標：北緯23度33分45.72秒、東經119度28分7.81秒。

### 燈塔行政諸元
- 管轄機關：燈塔原為中華民國財政部關務署管理，已於2013年1月1日轉交由中華民國交通部航港局管轄。
- 人員編制：主任1人、管理員6人，（三班輪守，日落點燈、日出關燈）[4]。
- 開放參觀與否：可，但有時間限制（1992年1月起採半開放式）。
- 守燈人（燈塔管理工作人員）任用資格：需經「中華民國公務人員特種考試關務人員考試」及格始能晉用。

## 考據
- 有記載可考之澎湖最早設立的燈塔。
- 本塔1985年4月17日經內政部指定為二級古蹟列管。
- 燈塔庭院內立有3座石碑，及1座十字架碑依次如下：
  - 清乾隆43年〈1778年〉立「興建西嶼塔燈碑」石碑一座。
  - 清乾隆44年〈1779年〉立「修建西嶼塔燈落成碑記」石碑一座。
  - 清道光8年〈1828年〉由各方共捐佛銀伍佰元，經（福建澎湖水師協鎮府孫得發，暨侯補州牧借補澎湖通守蔣鏞）立「西嶼塔燈碑記」石碑一座。
  - 清光緒16年〈1890年〉在西側外牆立有洋人十字架碑一座，撰有“娜莉·歐德利斯科爾”「Nelly O'Driscoll」（1882-1890）之氏名。據推測為1881年至1895年之守塔員英籍哈拉利夫婦女兒之墓，1890年哈拉利夫婦育有一女兒瑪莉八歲病逝[5]。瑪莉之名可能是Nelly（娜莉）中譯之誤、而哈拉利可能為英籍守塔員之名（全名推測為“哈拉利·歐德利斯科爾”）。當時亦有另一對守塔員為俄羅斯籍比斯蒙斯基夫婦[5] 。
- 燈塔庭院內亦有3座鑄鐵霧炮，均為清光緒元年〈1875年〉立：
  - 大中兩座為英國制前膛砲。
  - 小座為德國制後膛山砲。

## 相片集

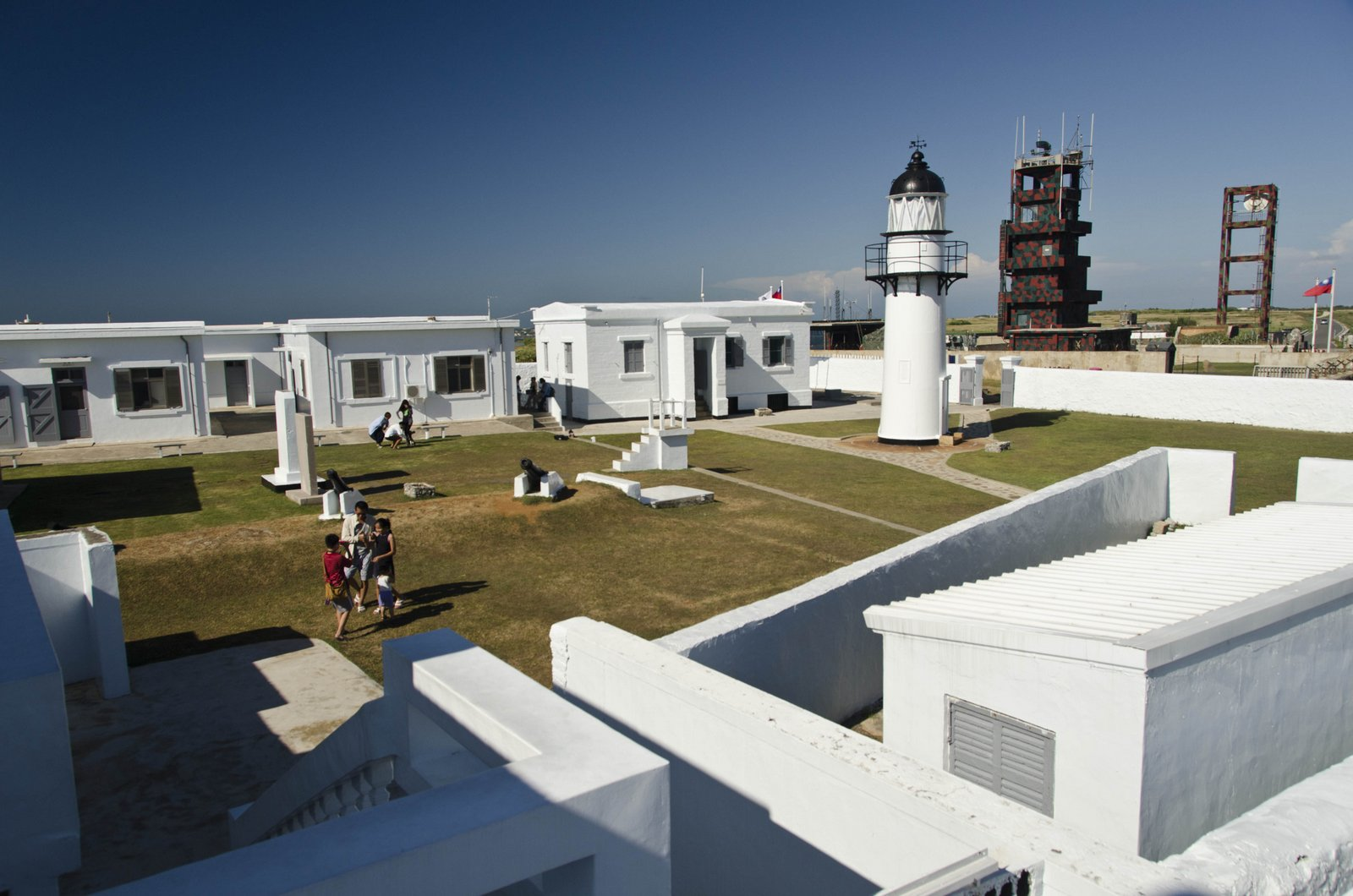
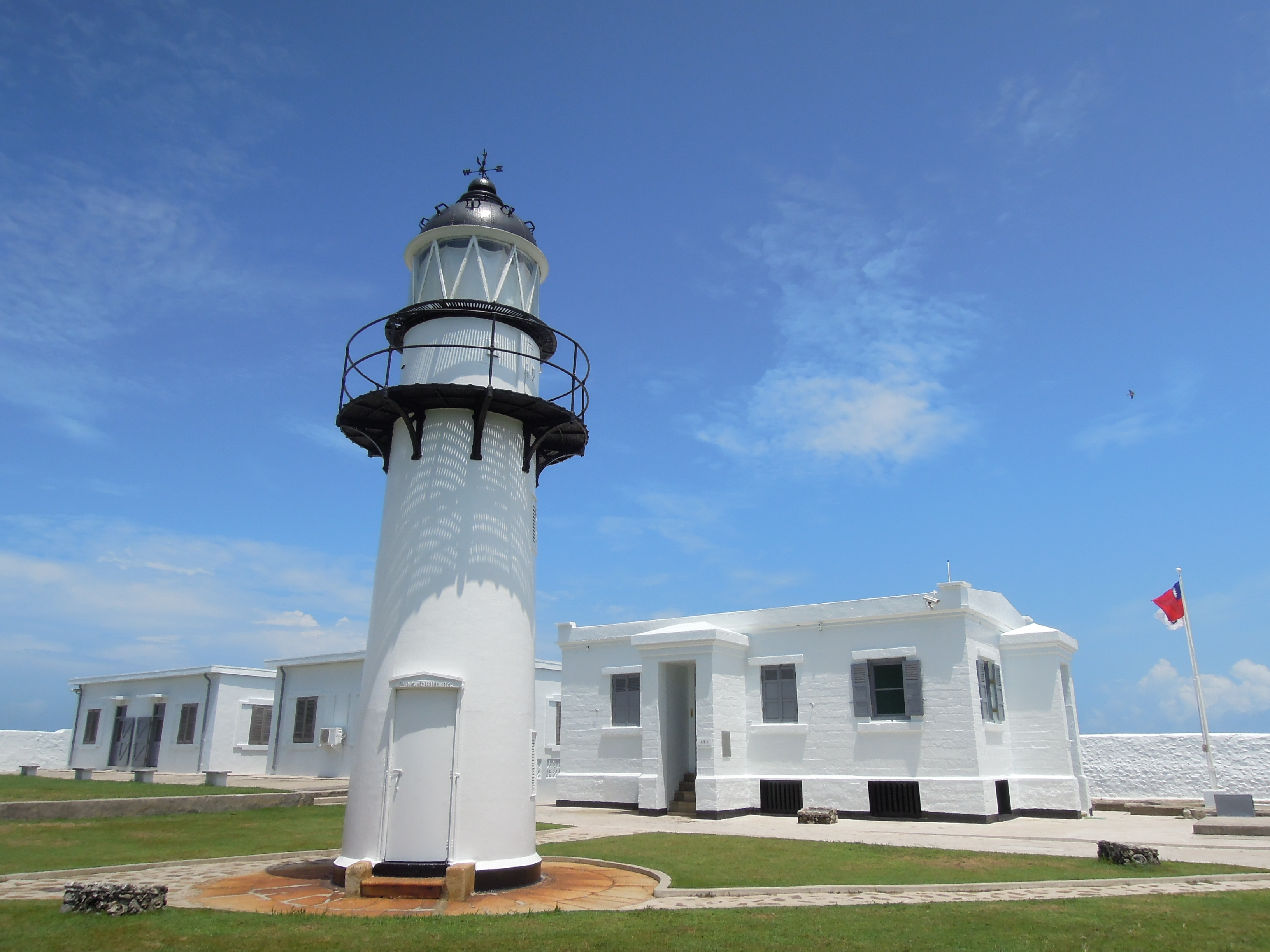
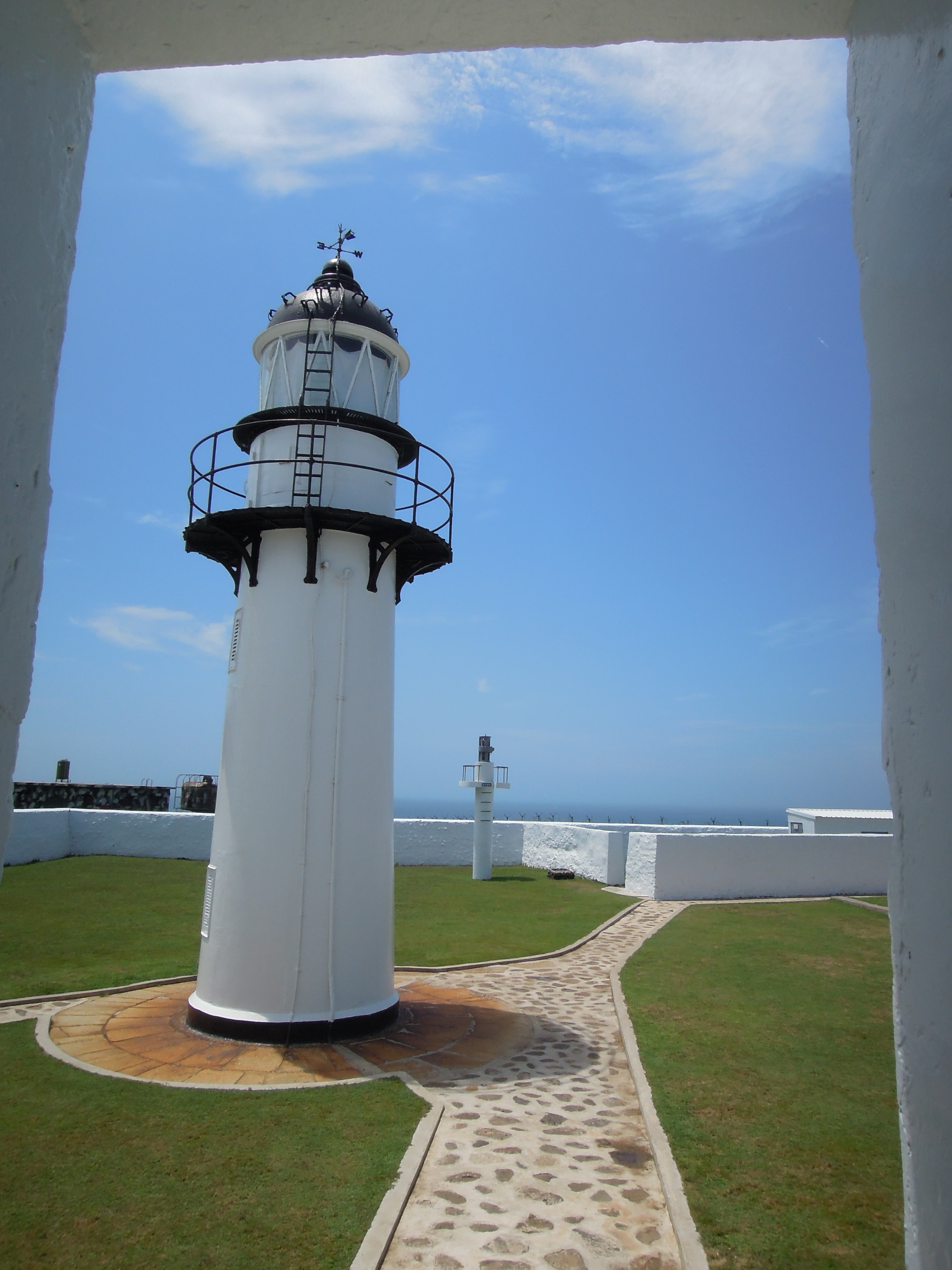
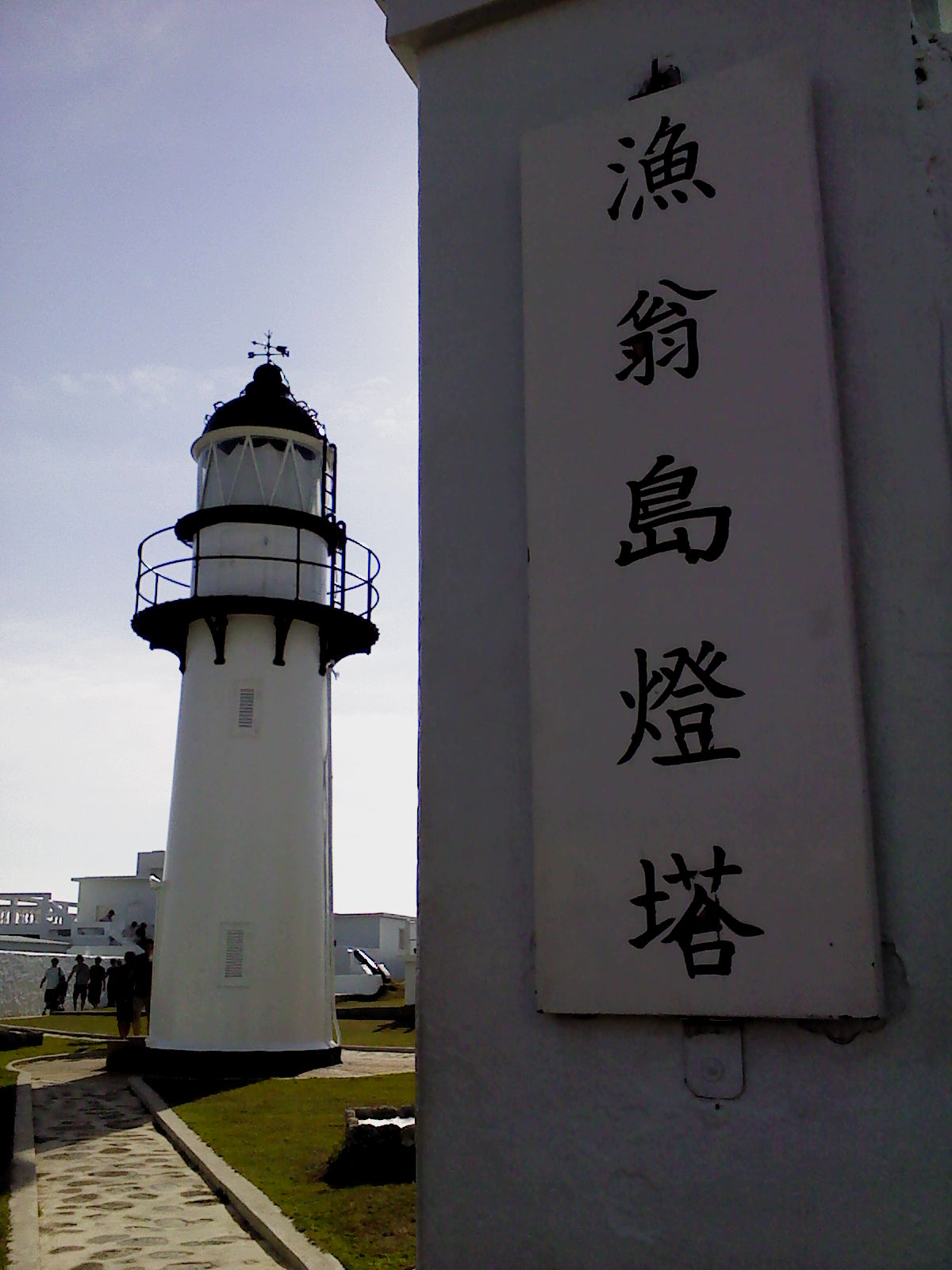
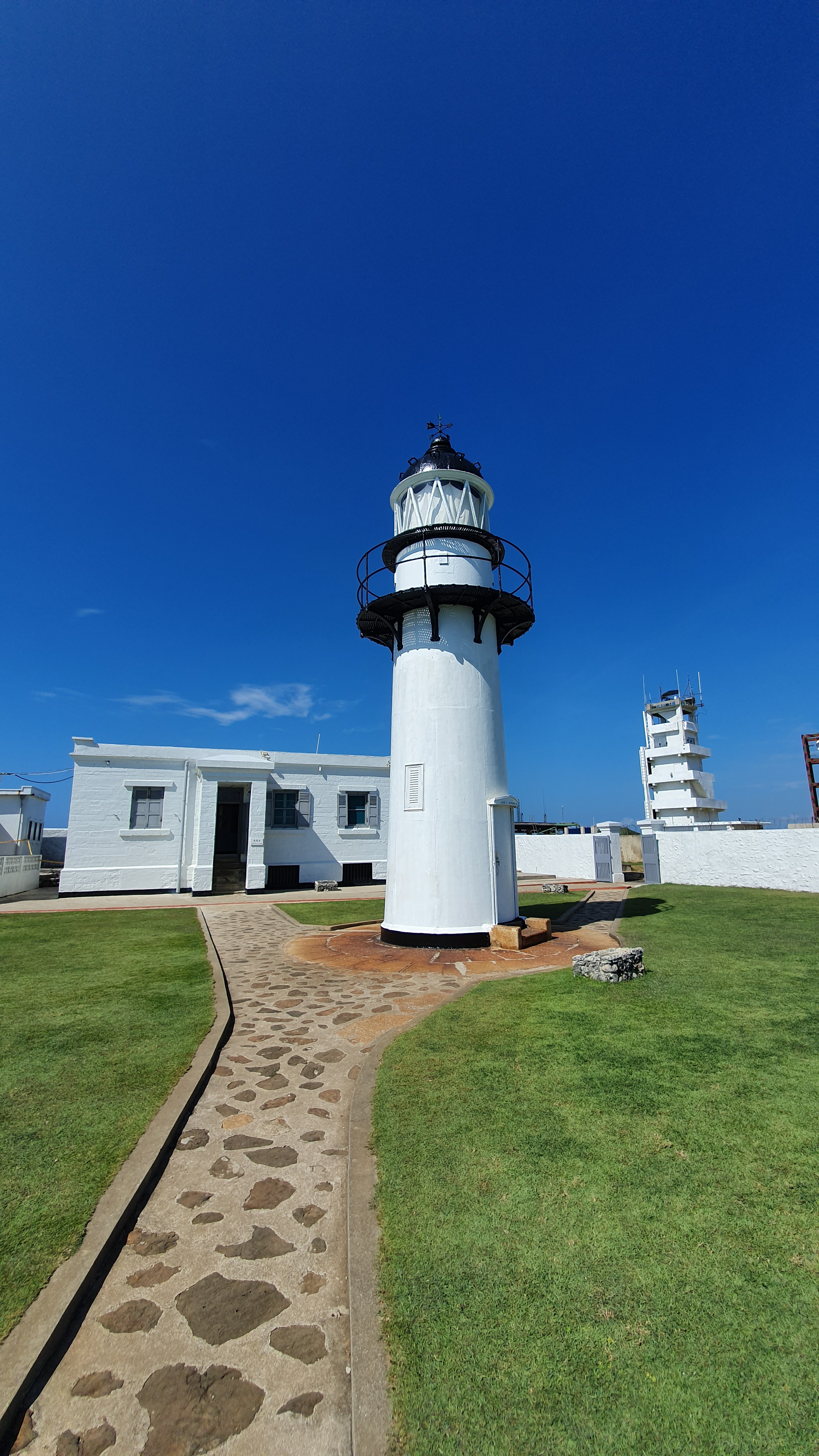

## 外部連結
- 交通部航港局-漁翁燈塔 （页面存档备份，存于）
- 臺灣漁翁島燈塔 （页面存档备份，存于）
- 西嶼燈塔——文化部文化資產局 （页面存档备份，存于）